# 伊萊和伊迪特·布羅德美術館
伊萊和伊迪特·布羅德美術館（英語：Eli and Edythe Broad Art Museum）是密西根州東蘭辛密西根州立大學的當代藝術美術館。它於2012年11月10日開幕。

## 歷史

### 設計比賽
- 札哈·哈蒂 – 倫敦[4]
- 庫柏·西梅布芬事務所 – 維也納/洛杉磯[5]
- Morphosis – Santa Monica[6]
- KPF建築事務所, PC – 紐約[7]
- Randall Stout Architects, Inc. – 洛杉磯[8]

選拔委員會於2008年1月15日宣布，札哈·哈蒂獲選。

## 外部連接
- 密西根州立大學伊萊和伊迪特·布羅德美術館 （页面存档备份，存于）